# ルスタム・イノヤトフ
ルスタム・ラスローヴィチ・イノヤトフ（ウズベク語: Rustam Rasulovich Inoyatov、ロシア語: Рустам Расулович Иноятов、1944年6月22日 – ）は、ウズベキスタンの政治家、軍人。

## 経歴
1944年にウズベク・ソビエト社会主義共和国KGB大佐ラスロー・イノヤトフの息子としてスルハンダリヤ州シェラバードに生まれる。1963年に大学の東洋学部に入学し英語とペルシャ語を学び、1965年から1967年にかけてタシュケント建設トラストのコンクリート工として働き、1968年にイラン哲学部を卒業した。卒業後はソ連軍に入隊し、在隊時にKGBに入り、ウズベク・ソビエト社会主義共和国KGB、ソ連国家保安委員会第1総局で活動する。1976年から1981年にかけて、外交官という肩書きで在アフガニスタン支局員に就く。
1995年6月27日、ウズベキスタン国家保安庁長官に任命され、彼の下で国家保安庁は予算と権限を拡大した。2005年には税関とウズベキスタン国境警備隊の指揮権を与えられた。この人事は、内務大臣ザキルジョン・アルマトフを牽制するために大統領イスラム・カリモフが意図したものであった。
ウズベキスタン政財界の三大派閥の一つであるタシュケント閥の有力者であり、サマルカンド閥のシャフカト・ミルジヨエフと並びカリモフの有力な後継候補と見られていた。